# Frixheim-Anstel
Frixheim-Anstel war bis 1975 eine Gemeinde im damaligen Kreis Grevenbroich in Nordrhein-Westfalen. Heute ist Frixheim-Anstel eine Gemarkung der Gemeinde Rommerskirchen im Rhein-Kreis Neuss.

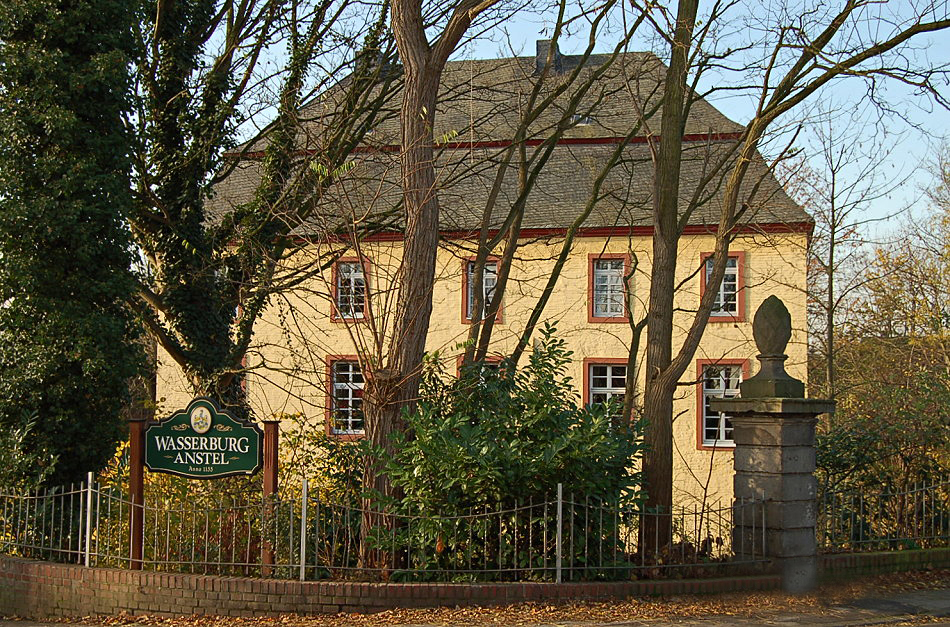
Burg Anstel

## Geographie
Frixheim-Anstel besteht aus den beiden eng beieinanderliegenden Rommerskirchener Gemeindeteilen Frixheim und Anstel und liegt im Nordosten der heutigen Gemeinde Rommerskirchen. Die ehemalige Gemeinde Frixheim-Anstel besaß eine Fläche von 9,4 km².

## Geschichte
Frixheim wurde erstmals 1129 und Anstel erstmals 1134 erwähnt. Seit dem 19. Jahrhundert bildete Frixheim-Anstel eine Landgemeinde der Bürgermeisterei Nettesheim im Landkreis Neuß. Seit 1929 gehörte die Gemeinde zum Landkreis Grevenbroich-Neuß, der seit 1946 Kreis Grevenbroich hieß. Am 1. Januar 1975 wurde Frixheim-Anstel durch das Düsseldorf-Gesetz in die Gemeinde Rommerskirchen eingegliedert.

## Einwohnerentwicklung
| Jahr | Einwohner | Quelle |
| ---- | --------- | ------ |
| 1832 | 800       | [ 2 ]  |
| 1861 | 900       | [ 3 ]  |
| 1871 | 834       | [ 4 ]  |
| 1885 | 794       | [ 5 ]  |
| 1910 | 725       | [ 6 ]  |
| 1925 | 812       | [ 1 ]  |
| 1939 | 752       | [ 7 ]  |
| 1946 | 1034      | [ 8 ]  |
| 1961 | 1253      | [ 9 ]  |
| 1974 | 1330      |        |

## Baudenkmäler
Die Burg Anstel, der Alshof und der Kraemerhof stehen unter Denkmalschutz.

## Persönlichkeiten
- Eduard Schulz-Briesen (* 1831 auf Haus Anstel in Frixheim-Anstel; † 1891 in Düsseldorf), Maler der Düsseldorfer Schule